# Расул Хатібі
Расул Хатібі (перс. رسول خطیبی‎‎, нар. 22 вересня 1978, Тебриз, Іран) — іранський футболіст, що грав на позиції нападника. Виступав за національну збірну Ірану.

## Клубна кар'єра
У дорослому футболі дебютував 1997 року виступами за команду клубу «Зоб Ахан», в якій провів один сезон.
Протягом 1998—1999 років захищав кольори команди клубу «ПАС» (Тегеран).
Своєю грою за останню команду привернув увагу представників тренерського штабу клубу «Гамбург», до складу якого приєднався 1999 року. Відіграв за гамбурзький клуб наступний сезон своєї ігрової кар'єри.
2000 року повернувся до клубу «ПАС» (Тегеран). Цього разу провів у складі його команди чотири сезони.
Згодом з 2004 по 2012 рік грав у складі команд клубів «Естеглал», «Сепахан», «Шарджа», «Емірейтс», «Аль-Дафра», «Гостареш Фулад», «Трактор Сазі» та «Машін Сазі».
Завершив професійну ігрову кар'єру у клубі «Гостареш Фулад», у складі якого вже виступав раніше. Прийшов до команди 2012 року, захищав її кольори до припинення виступів на професійному рівні 2014 року.

## Виступи за збірну
1999 року дебютував в офіційних матчах у складі національної збірної Ірану. Протягом кар'єри у національній команді, яка тривала 10 років, провів у формі головної команди країни 27 матчів, забивши 5 голів.
У складі збірної був учасником чемпіонату світу 2006 року в Німеччині, кубка Азії з футболу 2007 року у чотирьох країнах одразу.

## Титули і досягнення

### Гравець
- Володар Кубка Ірану: 1999-2000, 2003-04, 2005-06

Збірні
- Переможець Азійських ігор: 1998